# Biblioteca di Studi Umanistici
La Biblioteca di Studi Umanistici dell’Università degli Studi di Pavia è la biblioteca delle facoltà umanistiche dell’ateneo, nata dall'accorpamento delle biblioteche Petrarca e Boezio e conta un patrimonio di oltre 400.000 volumi, 4.403 periodici, di cui 658 attivi, 24.600 fotografie e 12.000 carte geografiche.

## Storia

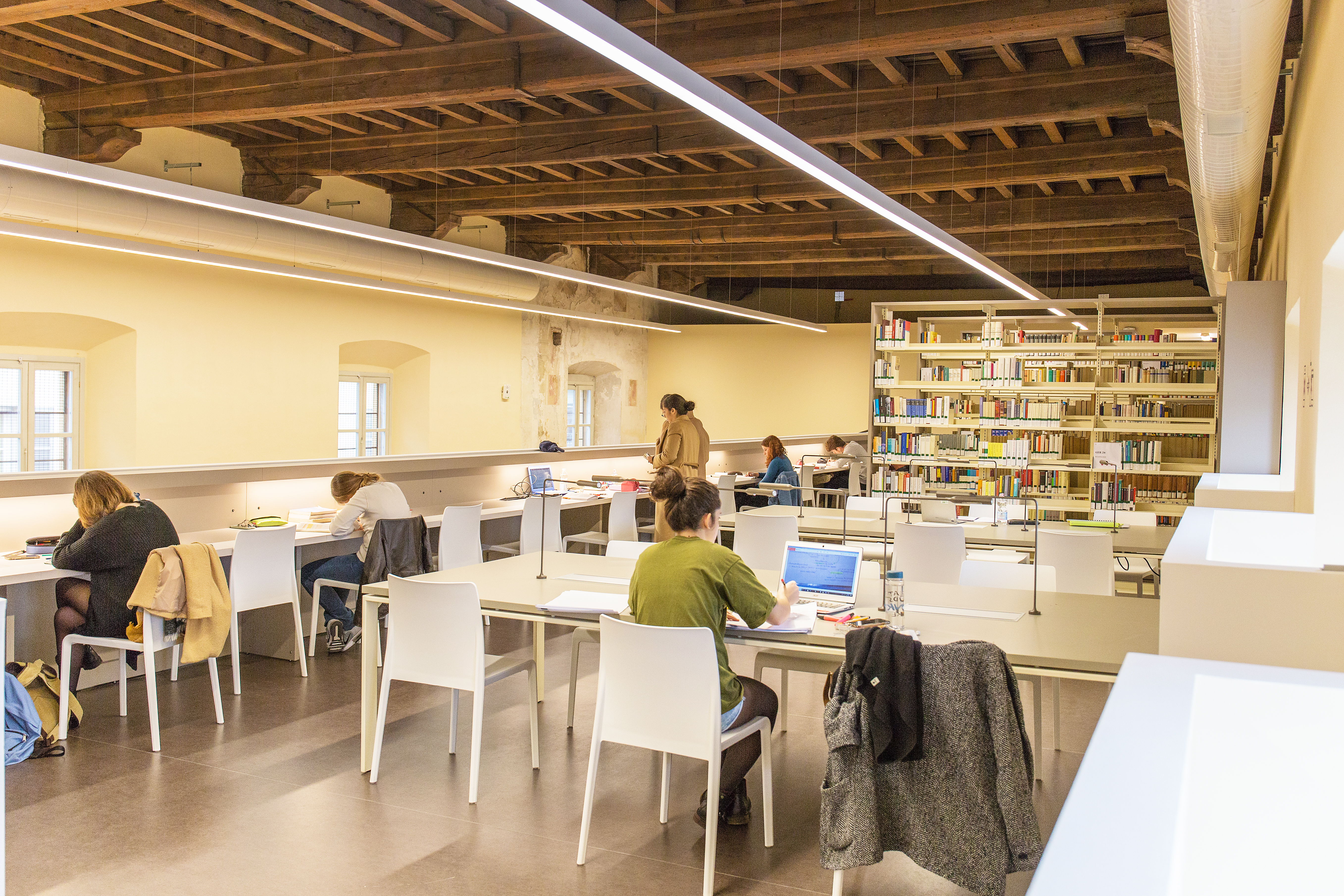
Una delle sale studio, la copertura lignea risale al XV secolo.

La biblioteca è stata inaugurata nel 2018 e nasce dall’accorpamento di tutte le biblioteche di materia umanistica dell’ateneo, già confluite, nel 2009, nelle biblioteche Petrarca e Boezio. Nella biblioteca di Studi Umanistici è stato collocato il materiale proveniente dalla biblioteca di Archeologia, una della più antiche dell’università di Pavia e primo istituto d’Italia di tale disciplina, istituita nel 1819 da Pier Vittorio Aldini, la biblioteca di Storia dell’Arte, nata nel 1936, e quelle di Filologia Classica, sorta intorno alla fine XIX secolo, di Geografia, fondata nel 1892, di Letteratura, Orientalistica, Scienze storiche e Spettacolo, la più recente, dato che venne istituita nel 1999.

## La sede

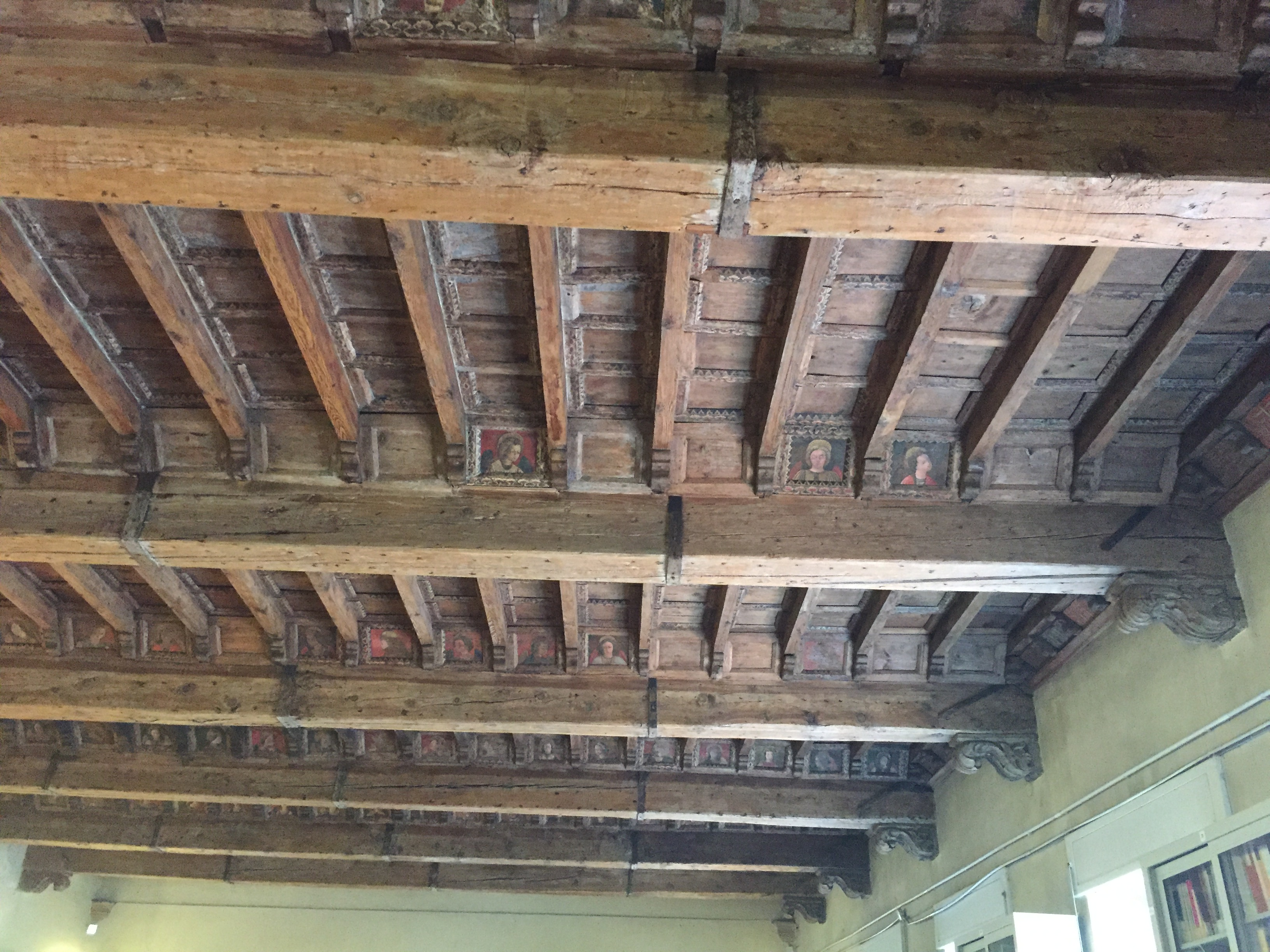
il soffitto quattrocentesco della sala di consultazione situata presso l'ex ospedale San Matteo.

La biblioteca si trova all’interno dell’ex monastero di San Tommaso, documentato per la prima volta in diploma dell’imperatore Arnolfo nell’889 e ricostruito tra XIV e XV secolo dai domenicani. L’ente venne soppresso nel 1786 e il complesso venne trasformato, su incarico dell’imperatore Giuseppe II, da Giuseppe Piermarini (che fece modificare pesantemente la chiesa, demolendone l’intera navata destra) in sede del Seminario generale della Lombardia Austriaca. Pochi anni dopo, nel 1791, il seminario venne chiuso e l’ex monastero venne adibito a caserma, destinazione che mantenne fino agli anni ’80 del Novecento, quando fu ceduto dall’amministrazione militare all’università. Nel 2018 è stata inaugurata la Biblioteca di Studi Umanistici (BSU), nata dall'accorpamento delle Biblioteca F. Petrarca e S. Boezio. La sede principale è situata all'interno del complesso di San Tommaso in piazza del Lino 1; accoglie un patrimonio di 400.000 volumi disposti su cinque piani. Fa parte della BSU anche la sezione di Arte, ospitata presso il cortile delle Magnolie del palazzo centrale dell'università: la sala che la ospita un tempo era adibita a clinica dell'ospedale San Matteo e presenta ancora oggi una copertura a travature lignee, dipinte nel Quattrocento con figure di angeli. Un'altra sezione della BSU è quella di Filosofia e Psicologia, ospitata all'interno dell’ex monastero di San Felice, attestato per la prima volta nel 760.

## La raccolte librarie
La biblioteca conserva 29 fondi librari, gran parte di essi donati da docenti dell’ateneo, da basso una rapida presentazione di quelli più significativi. Fondo Baratta, formato dalla biblioteca di Mario Baratta (Voghera 1868- Casteggio 1935), geografo fisico e storico, e conta attualmente in 5.490 titoli tra volumi monografici ed opuscoli estratti da periodici, manoscritti, alcune riproduzioni di dispense di corsi universitari, numerose carte geografiche disegnate a mano,litografie e stampe.
Fondo Bendiscioli: donato da Mario Bendiscioli, comprende 5.287 volumi, di cui circa 40 antichi, e 74 faldoni di carte.
Fondo Cantoni: costituito dalla biblioteca personale di Carlo Cantoni (Gropello Cairoli 1840 -1906) già docente di Filosofia Teoretica e rettore dell’università di Pavia, accademico dei Lincei, fu nominato, nel 1898, senatore.
Fondo Cipolla: raccoglie 1.046 volumi appartenuti a Carlo M. Cipolla (Pavia 1922- 2000), che fu docente di Storia Economica presso le università di Catania, Venezia, Torino, Pavia, alla Scuola Normale Superiore di Pisa e all’università di Berkeley.
Fondo Corti: donato dal conte Egon Caesar Corti (Zagabria 1886- Klegenfurt 1953), membro di una famiglia aristocratica lombarda emigrata in Austria quando la Lombardia fu annessa al regno di Sardegna, fu ufficiale nell’esercito asburgico durante la prima guerra mondiale e poi insegnò storia presso l’università di Vienna. Il fondo, ricco di materiale sulla storia e la letteratura in area asburgica tra Sei e Settecento, conserva oltre 5.000 volumi, 404 dei quali molto rari, come le numerose cinquecentine e i sette incunaboli.
Fondo Fraccaro: formato dalla biblioteca di Plinio Fraccaro (Bassano del Grappa 1883 – Pavia 1959), che fu docente di Storia Antica  e poi, dal 1943 al 1959, rettore dell’università donò alla biblioteca circa 20.000 volumi monografici, tra cui oltre un migliaio di volumi antichi editi tra il Cinquecento e i primi decenni dell'Ottocento, circa 10.000 opuscoli di storia antica e geografia e un'ampia raccolta di carte geografiche e topografiche. Alcuni volumi del fondo, scelti tra i più rari e antichi, riguardanti la storia di Pavia sono stati digitalizzati dalla biblioteca.

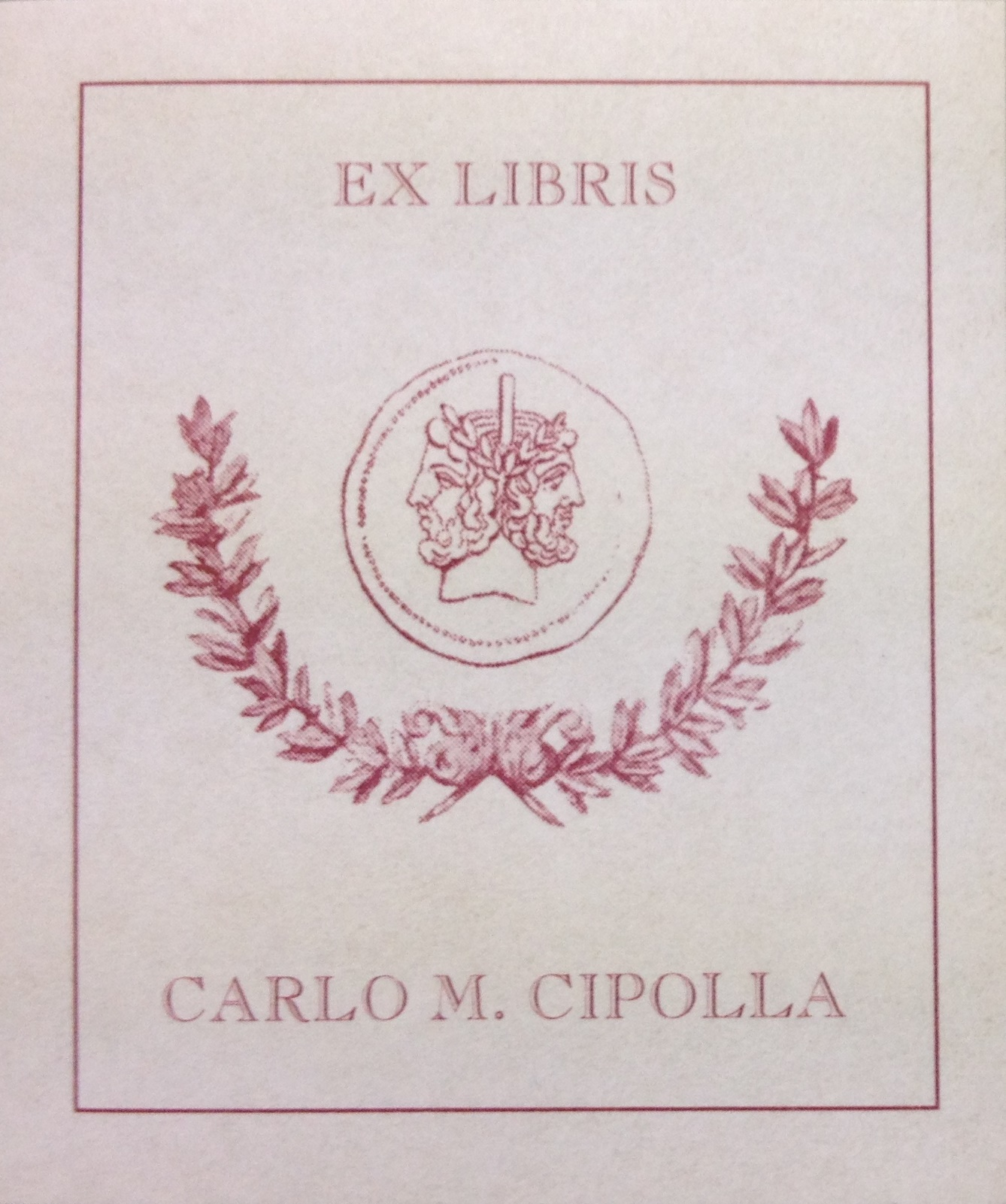
Ex libris di Carlo M. Cipolla

Fondo Grignani: acquistato dall’università negli anni ’30 del Novecento, esso è costituito da circa 449 volumi monografici a stampa di patristica e teologia, tra cui circa 330 pubblicati tra il XVI secolo e il 1830, e un fondo d'archivio di documenti, opuscoli e manoscritti sia legati in volume che sciolti appartenuti al sacerdote Giuseppe Grignani (Siziano 1810- Pavia 1896).
Fondo Pascal: conserva la biblioteca personale di Carlo Pascal (Napoli 1866- Milano 1926), che fu docente di Letteratura Latina presso l’ateneo pavese, formata da 1.454 volumi di antichità classica e poesia moderna.
Fondo Pietra: donato da Italo Pietra (Godiasco 1911- Ponte Nizza 1991), che fu partigiano e giornalista, è costituita da 3.473 volumi di storia contemporanea e delle relazioni internazionali.
Fondo Segre: formato da circa 2.602 volumi e altrettanti fascicoli e raccolte miscellanee di narrativa e saggista contemporanea italiana e straniera appartenuti a Cesare Segre (Verzuolo 1928 – Milano 2014), già docente di Filologia Romanza presso l’università di Pavia, critico letterario e accademico dei Lincei.
Fondo Suali: formato da una parte della biblioteca, 515 volumi riguardanti la storia, la religione, la filologia e la letteratura indiane, di Luigi Suali (Bologna 1881- Pavia 1957), che fu docente di Lingua Sanscrita e Storia delle Religioni e Filosofie dell’India e dell’Estremo Oriente.
Fondo Turconi: raccoglie 8.865 volumi, 400 periodici e un migliaio di fotografie relativi alla cinematografia italiana e internazionale appartenuti a Davide Turconi (Pavia 1911- Montebello della Battaglia 2005), giornalista e storico del cinema italiano.
Fondo Vaccari: conserva 625 volumi di storia medievale e moderna e di storia del diritto provenienti dalla biblioteca di Pietro Vaccari (Bastida de’ Dossi 1880- 1976), già docente di Storia del Diritto presso l’università di Pavia e sindaco e podestà della città dal 1923 al 1933.
Fondo Isella: costituito da 29 volumi di narrativa, poesia e critica letteraria donati da Dante Isella (Varese 1922- 2007), che fu docente presso l’università di Pavia e critico letterario.
Fondo Litta di Biumo: contenente il carteggio, i manoscritti e carte geografiche di Carlo Antonio Litta di Biumo (Milano 1786- Urio 1858), geografo e cartografo, tenente del corpo ingegneri-geografi del corpo topografico della Guardia Reale Italiana, partecipò alle campagne dell'esercito napoleonico del 1809 e del 1813-14.

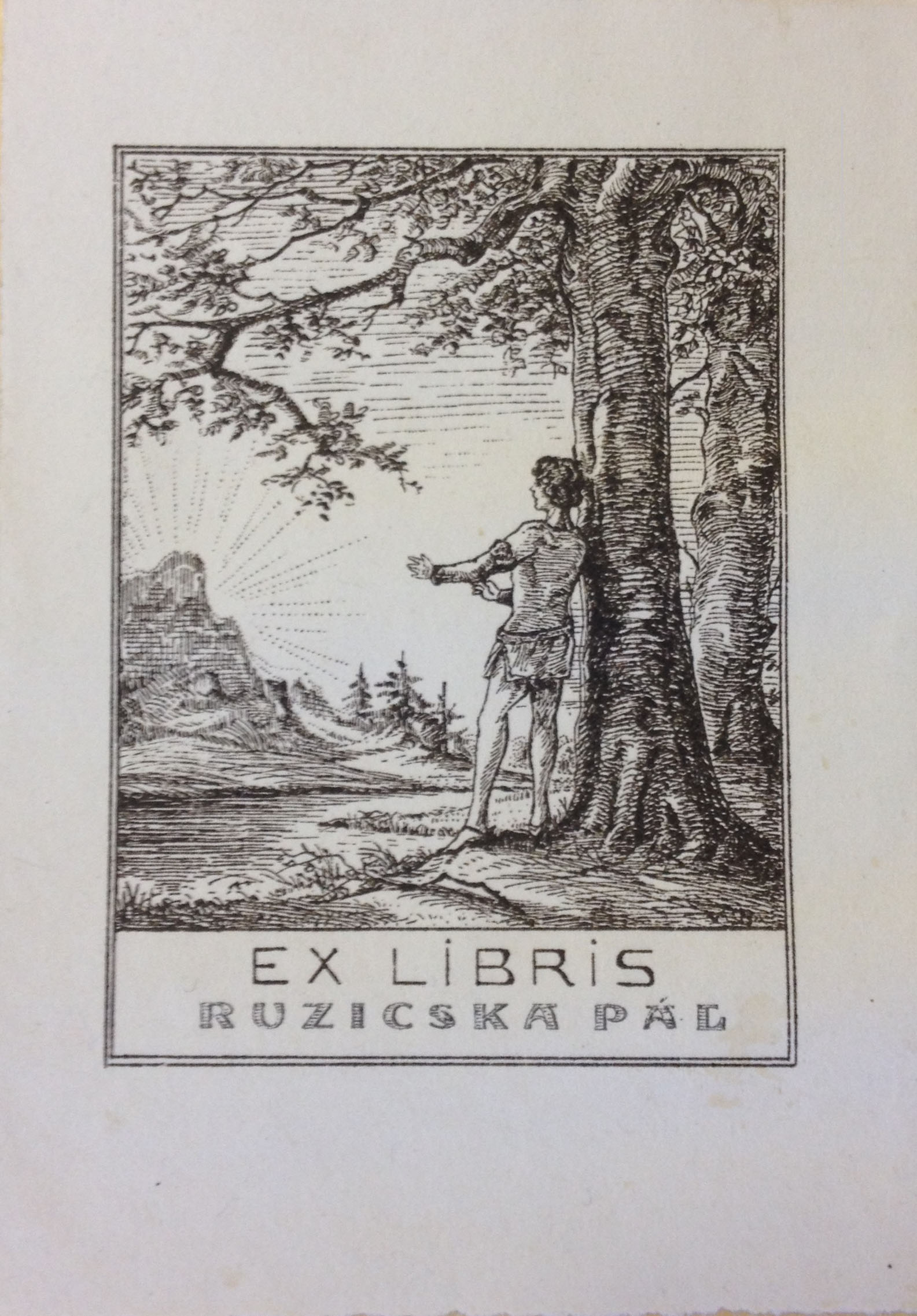
Ex Libris di Pál Ruzicska.

Fondo Malcovati: comprende volumi di filologia e di autori antichi donati da Enrica Malcovati (Pavia 1894- 1990), che fu docente di Letteratura Latina presso l’ateneo pavese e accademica dei Lincei.
Fondo Maranini: donato alla biblioteca dagli eredi di Lorenza Maranini (Bologna 1909- Pavia 1998), che fu docente di Letteratura Francese presso l’università di Pavia, è costituita da circa 1.380 volumi di semantica, filologia, letteratura e linguaggio poetico.
Fondo Ruzicska: donato nel 1989 alla biblioteca da Pàl Ruzicska (Budapest 1910- Varese 1994), filologo e storico della letteratura ungherese, insegnò presso le università di Milano, Pavia e all’università Cattolica, comprende circa 1.500 volumi di storia, arte, letteratura, musicologia e linguistica ungherese e ugrofinnica datati tra la seconda metà dell’ottocento e il 1990, di cui 1.250 sono in lingua ungherese, acquisiti dal docente dalla fine degli anni '20 del Novecento prevalentemente in Ungheria.